# Ferdinand Cattini
Temple de la renommée de l'IIHF : 1998
Ferdinand Cattini, dit Pic Cattini, né le 27 septembre 1916 à Grono et mort le 17 août 1969 à Davos, est un joueur suisse de hockey sur glace. Il est le frère de Hans Cattini et le cousin de Hans et Walter Dürst.

## Carrière
Considéré comme l'un des plus grands joueurs de l'histoire du hockey helvétique, Ferdinand Cattini gagne une médaille de bronze pour la Suisse aux Jeux olympiques de 1948. Après cette médaille, il reçoit un certificat lui garantissant la gratuité à vie pour l'entrée dans toutes les patinoires du pays. Il participe également aux Jeux olympiques de 1936, où l'équipe suisse est éliminée au 1er tour, avec une victoire et deux défaites. Il compte au total 87 buts en 107 matchs avec l'équipe de Suisse.
En club, il joue surtout pour le HC Davos, pendant 25 ans sans interruption, où il forme en compagnie de son frère Hans et de Richard « Bibi » Torriani la redoutée « Ni-Sturm ». il dispute également une saison pour le Lausanne HC, en 1953-1954.
En 1998, il est intronisé au temple de la renommée de la Fédération internationale de hockey sur glace.